# Heresiarches himalayanus
Heresiarches himalayanus är en stekelart som först beskrevs av Gupta 1955.  Heresiarches himalayanus ingår i släktet Heresiarches, och familjen brokparasitsteklar. Inga underarter finns listade.